# Aechmea leonard-kentiana
Aechmea leonard-kentiana är en gräsväxtart som beskrevs av Hans Edmund Luther och Elton Martinez Carvalho Leme. Aechmea leonard-kentiana ingår i släktet Aechmea och familjen Bromeliaceae. Inga underarter finns listade i Catalogue of Life.